# 이명희 (1949년)
이명희(李明姬, 1950년 2월 5일 (1949년 음력 12월 19일) - )는 한진그룹의 회장 조양호의 배우자이다. 일우재단의 이사장을 지냈다.

## 학력
- 경기여자고등학교
- 서울대학교 미술대학 회화과

## 가족 관계
- 아버지: 이재철 제18대 교통부 차관(임기: 1971년 6월 12일 ~ 1976년 3월 11일)
  - 배우자: 조양호(1949년 ~ 2019년)
    - 장녀: 조현아(1974년 ~ )
    - 장남: 조원태 대한항공 사장(1976년 ~ )
    - 차녀: 에밀리 리 조(1983년 ~ )

## 논란

### 리모델링 작업자 폭행 사건
2018년 4월 이명희 일우재단 이사장의 과거 갑질 사건이 뒤늦게 밝혀져 논란이 일고 있다. 과거 조양호 회장 자택의 리모델링 공사를 하던 작업자를 무릎 꿇리고 따귀를 때리려다가 작업자가 이를 피하자 고성을 지르며 무릎을 걷어차는 등 폭력을 행사했다는 증언과 녹취록이 공개되었다.

### 인천 하얏트호텔 직원 해고 갑질
장녀 조현아가 대표로 있었던 인천 하얏트 호텔에서 이명희 이사장이 과거 벌였던 갑질 만행이 공개됐다. 인천 하얏트 호텔의 2층 정원에 있던 이명희를 못알아 본 직원이 "할머니 여기 함부로 오시는 데 아니에요. 나오세요" 라고 말했다가 수차례 폭언과 욕설을 듣고 결국 그날로 해고됐다고 전해져서 논란이 일었다.

### 대한항공 일등석 라운지 갑질
인천공항 대한항공 일등석 라운지에서 이명희 이사장 일가가 벌인 사건이 밝혀졌다. 관련 직원들에 따르면 대한항공 일등석 라운지는 이명희 이사장과 장남 조원태, 장녀 조현아, 막내딸 조현민이 매일 오다시피 했다. 총수 일가가 나타나면 모든 직원은 대기 상태에 돌입했으며, 이명희 이사장은 이곳에서 음식이 식었다면서 접시를 집어던진 적이 있던 것으로 전해졌다. 당시 폭언을 들은 요리사는 자괴감을 느끼고 퇴사했다고 알려졌다.

### 대한항공 경비 용역 노동자 사택 노예 갑질
대한항공 시설경비 용역 노동자 중 5명이 조양호 회장의 서울 평창동 사택에서 근무해온 사실이 드러났다. 근로계약서에는 근무 부서가 ‘항공마케팅팀 정석기업(계열사) 평창동’으로 기재돼 있었다. 하지만 24시간 맞교대로 근무하는 이들 사택 노동자들은 조 회장의 부인 이명희씨가 부리는 ‘사택노예’나 다름없었다. 이들이 조양호 회장의 사택에서 근무하면서 작성한 작업일지에는 경비업무와 무관한 ‘한옥마루 칠’ ‘생수 운반’ ‘조경’ ‘주방청소’ ‘강아지 똥 치우기’등이 기재돼 있었다. 근로자의 증언에 따르면 "근로계약서 상 휴게시간은 10시간이지만 잠시 자리를 비우면 이명희에게 꾸지람을 듣기 때문에 야간 4시간 잠자는 것 외에 휴게시간은 없는 것이나 마찬가지였다"며 "경비 업무는 기본이고, 애견관리, 조경, 청소, 빨래 등의 일을 했고, 2014년부터 일하면서 연차 휴가는 단 한번도 사용하지 못했다"고 밝혔다. 또, 일을 제대로 못하면 이명희의 욕설과 폭언, 심하면 물건을 집어 던지기도 하는 행태를 견뎌야 했다고 폭로했다.

### 경비원 가위 폭행 논란
2016년 4월 오전 이명희는 서울 평창동 자택의 출입문 관리가 제대로 되지 않았다는 이유로 정원에서 경비원들을 크게 질책했다. 경비원 A씨가 '근무 교대를 위해 출입문을 열어뒀다'는 취지로 설명하자 이명희는 크게 화를 냈고, 이 과정에서 이명희가 평소 휴대하고 다니던 조경용 가위를 경비원 A씨가 있는 방향으로 던졌던 것으로 드러났다. 가위는 경비원 A씨를 비껴가 A씨의 앞에 꽂혔다고 한다. 경비원 A씨는 사건 당일 이명희에게 해고 당한 것으로 드러났다.
경찰은 2018년 5월 28일 이 같은 진술을 확보하고 이명희를 소환해 조사할 방침이라고 밝혔다.

### 집사, 수행기사 폭언 논란
2011년 초 3개월 동안 이명희 이사장의 수행기사로 일했던 A씨가 이명희 이사장의 갑질'을 폭로했다. 수행기사 A씨는 이명희의 집을 관리하는 집사 역시 갑질의 피해자라고 폭로했다. "집사가 조금만 늦어도 바로 ‘죽을래 XXX야’, ‘XX놈아 빨리 안 뛰어 와’ 등 욕설이 날라왔기 때문에 집사는 항상 집에서 걷지 않고 뛰어다녔다”고 전했으며 “당시 가정부로 필리핀 여자가 있었는데 아마 (우리말 표현을 정확히 다 알아듣는) 한국사람이었으면 버티지 못했을 것”이라고 말했다. 또, 이명희는 수행기사 A씨에게도 갑질을 서슴지 않았다고 폭로했다. “운전을 하지 않을 때는 종로구 구기동 자택에서 대기하면서 집안일을 도왔는데 그때마다 집사와 함께 욕을 먹었다”며 “이것밖에 못 하느냐며 XXX야"라는 폭언을 들었다며 괴로웠던 당시 상황을 전했다. 특히 집 앞마당에 있는 화단을 관리할때에는 이명희가 더 예민하게 반응했는데 비료, 기구등을 옮길때마다 항상 폭언을 들어야 했다고 폭로했다.

### 인천 그랜드 하얏트 호텔 공사장 폭행 사건
이명희 씨로 추정되는 인물이 공사현장에서 서류를 집어 던지고 작업자들을 폭행하는 장면이 공개됐다. 대한항공 직원들의 제보채널을 통해 언론에 공개된 영상에는 이명희로 추정되는 여성이 그랜드하얏트 인천 증축 공사 현장에서 난동을 부리고 있는 장면이 담겼다. 해당 여성은 화가 난 듯 바닥의 물건을 발로 차고 한 직원의 등을 세게 밀치며 한 공사장 인부가 들고 있던 서류 뭉치를 빼앗아 내팽개치는 행위도 영상에 담겼다. 제보자는 이 영상이 “2014년 5월에 그랜드 하얏트 인천(호텔) 공사 때 촬영된 것”이라며 “업체에서 보고하고 이씨가 지적하는 과정에서 이뤄진 일이고 집어던진 문서는 설계도면 자료로 보인다”고 설명한 것으로 전해졌다. 해당 영상을 본 복수의 대한항공 전·현직 직원들은 영상 속 난동을 부리는 여성이 이명희씨가 맞다고 증언한 것으로 확인됐다.

### 제주 올레길 차단
사단법인 제주올레에서 지난 2007년 10월 개장한 올레6코스가 2009년 10월 서귀포 칼호텔 측의 '올레 탐방객의 안전사고'를 이유로 폐쇄됐음이 드러났다. 그러나 실상은 서귀포 칼호텔 소유주인 조양호 회장의 부인 이명희의 폐쇄 명령 때문인 것으로 드러났다. 당시 호텔 정원을 지나는 올레꾼 무리를 본 이명희는 “저것들 뭐야, 당장 길을 막아”라며 욕설을 했고, 호텔 책임자들은 이명희의 지시에 따라 폐쇄 조치를 하게 됐다는 게 제주올레 관계자의 설명이다. 그런데 호텔 정원 일부 구간이 국토교통부 소유의 공유수면(구거)인 것으로 확인되면서 대기업이 국가 자산을 임대해 경관을 사유화하고 있다는 지적이 제기됐다. 서귀포시에 따르면 호텔 측은 1996년부터 호텔 부지 내 작은 개울 약 1만5120m2(4574평)에 대한 사용허가를 받고 현재까지 이용 중이다. 이 부지는 국토부 소유이며 허가 및 관리는 서귀포시청에서 담당한다. 서귀포 칼호텔 측은 해마다 서귀포시에 1520만원 가량의 임대료를 내고 있는 것으로 알려졌다.

### 백조 관리 직원 폭행 의혹
2018년 4월 26일  임직원들에 따르면 이명희 이사장은 2005년 제주도 제주시 조천읍 소재 제동목장에 위치한 한진그룹 총수 일가 전용 별장에 관상용 백조 '울음고니' 2마리를 밀수했다고 밝혔다. 직원들에 따르면 이명희 이사장이 제동목장에 백조 관리 전담 직원을 따로 뒀다고 증언을 통해 전해졌으며 제동목장 직원들은 "이명희 이사장이 오기만 하면 백조의 질병 등 관리 문제로 직원을 윽박지르는 일이 반복됐다"며 "화가 많이 날 때는 (직원을) 발로 차는 일까지 있었다"고 폭로했다. 대한항공 직원은 "한진그룹 계열사 사장급을 포함한 임원들이 목장을 방문하면 백조 상태 등을 돌아보고 이명희에게 보고하곤 했는데 보고가 부실하거나 백조가 아프면 걷어차이는 등 질책을 받았다"고 전했다. 또 다른 한진그룹 직원은 "목장에선 임원보다 백조의 지위가 높으니 부회장급이나 다름없다는 농담까지 퍼졌다"고 덧붙였다.